# Pulau Pale
Pulau Pale is een bestuurslaag in het regentschap Asahan van de provincie Noord-Sumatra, Indonesië. Pulau Pale telt 1540 inwoners (volkstelling 2010).